# Chrysotoxum elegans
Chrysotoxum elegans es una especie de mosca sírfida. Se distribuyen por el Paleártico en Eurasia.